# Freak Out!
Freak Out! és l'àlbum de debut del grup californià de rock The Mothers of Invention, publicat el 27 de juny de 1966 per Verve Records. Se'l cita sovint com un dels primers àlbums de concepte dins la música rock. L'àlbum és una expressió satírica de la percepció de Frank Zappa sobre la cultura pop als Estats Units. Va ser també un dels primers àlbums dobles del món del rock (tot i que Blonde on Blonde de Bob Dylan el va precedir per una setmana), i el primer debut doble. Al Regne Unit es va publicar com a àlbum senzill.
Freak Out! va ser guardonat Grammy Hall of Fame el 1999 i va aparèixer a la posició 243 de la llista de la revista Rolling Stone "500 Greates Albums of All Time" del 2003. També apareix al llibre 1001 Albums You Must Hear Before You Die i va ser considerat un dels 50 àlbums de Classic Rock magazine "50 Albums That Built Prog Rock".

## Llista de cançons
Totes les cançons foren escrites i compostes per Frank Zappa except allà on digui el contrari. 
| 1. | «Hungry Freaks, Daddy»               |                             | 3:32 |
| 2. | «I Ain't Got No Heart»               |                             | 2:34 |
| 3. | «Who Are the Brain Police?»          |                             | 3:25 |
| 4. | «Go Cry on Somebody Else's Shoulder» | Frank Zappa and Ray Collins | 3:43 |
| 5. | «Motherly Love»                      |                             | 2:50 |
| 6. | «How Could I Be Such a Fool»         |                             | 2:16 |

| 7.  | «Wowie Zowie»                            | 2:55 |
| 8.  | «You Didn't Try to Call Me»              | 3:21 |
| 9.  | «Any Way the Wind Blows»                 | 2:55 |
| 10. | «I'm Not Satisfied»                      | 2:41 |
| 11. | «You're Probably Wondering Why I'm Here» | 3:41 |

| 12. | «Trouble Every Day» | 5:53 |
| 13. | «Help, I'm a Rock (Suite in Three Movements) - I. Okay to Tap Dance - II. In Memoriam, Edgard Varèse - III. It Can't Happen Here» | 8:37 |

| 14.           | «The Return of the Son of Monster Magnet (Unfinished Ballet in Two Tableaux) - I. Ritual Dance of the Child-Killer - II. Nullis Pretii (No Commercial Potential)» | 12:22 |
| Durada total: | Durada total: | 60:55 |

En les edicions de 1995 i 2012, la canço "Help, I'm a Rock" hi apareix com a dos temes: "Help, I'm a Rock" (4:43) i "It Can't Happen Here" (3:57)

## Crèdits
The Mothers of Invention
- Frank Zappa – guitarra, director, veus
- Jimmy Carl Black – percussió, tambors, veus
- Ray Collins – veus, harmònica, platets, efectes de so, pandereta, platets de dit, bobby pin i tweezers
- Roy Estrada – baix i guitarron, boy soprano
- Elliot Ingber – guitarra principal i ritmica

Auxiliars
- Gen Estes – percussió
- Eugene Di Novi – piano
- Neil Le Vang – guitarra
- John Rotella – clarinet, saxo
- Carol Kaye – guitarra de 12 cordes
- Kurt Reher – cello
- Raymond Kelley – cello
- Paul Bergstrom – cello
- Emmet Sargeant – cello
- Joseph saxó – cello
- Edwin V. Platja – cello
- Arthur Maebe – banya francesa, tuba
- Motorhead Sherwood – Sorolls
- Kim Fowley - hypophone
- Mac Rebennack – Piano
- Paul Butterfield – veus
- Les McCann – piano
- Jeannie Vassoir – (La veu de Formatge)

Producció
- Productor: Tom Wilson
- Director d'enginyeria: Val Valentin
- Enginyers: Ami, Tom, Val Valentin
- Ajudant: Eugene Dinovi, Neil Levang, Vito, Ken Watson
- Director musical: Frank Zappa
- Orquestració: Frank Zappa
- Arranjaments: Frank Zappa
- Disseny de coberta: Jack Anesh
- Estilista de cabell: Ray Collins

## Llistes d'èxits
Àlbum
| Any  | Llista               | Posició |
| ---- | -------------------- | ------- |
| 1967 | Billboard Pop Albums | 130     |